# マツダ・ベリーサ
ベリーサ (VERISA) は、マツダが日本において製造・発売していたセミトールワゴン型のコンパクトカーである。デミオと同じマツダ・DYプラットフォームを用いて2004年6月28日に発売が開始された。

## 概要
アクセラの発売により廃止されたファミリアとデミオとの中間帯の補完のため、日本国内専用車として開発された。開発主査の談話で、自身のかつての愛車であった5代目ファミリア (1980年 - 1984年)・ハッチバックの再来を目指して「ベリーサ」を開発したとしている。
デミオとの差別化のため、このクラスとしては異例の本革シートをオプション採用、アドバンスドキーを標準装備、アテンザのシートの部品を流用したという前席、シートアレンジを犠牲にする代わりに後席背面を大きくする、遮音材を上手に増やすなどプレミアム・コンパクトカーという位置付けを狙った車である。
エンジンは1,500ccで、トランスミッションはATのみ。前輪駆動方式に加え、デミオと同じく日産自動車のe-4WD方式の四輪駆動もラインナップする。
2004年（第25回）日本カー・オブ・ザ・イヤーベストバリュー賞を受賞している。
発売開始から11年以上モデルチェンジせず、細かな改良や特別仕様車の発売を行いながら継続販売されていたが、デミオとの統合によって2015年11月で生産終了、そして翌年3月末までに販売終了となった。販売面では決して成功したとは言えないが、前述のように装備が充実していたこと、見切りの良さ、運転・乗降のしやすさ、エクステリアデザインなどで幅広い年齢層から一定の評価があった。

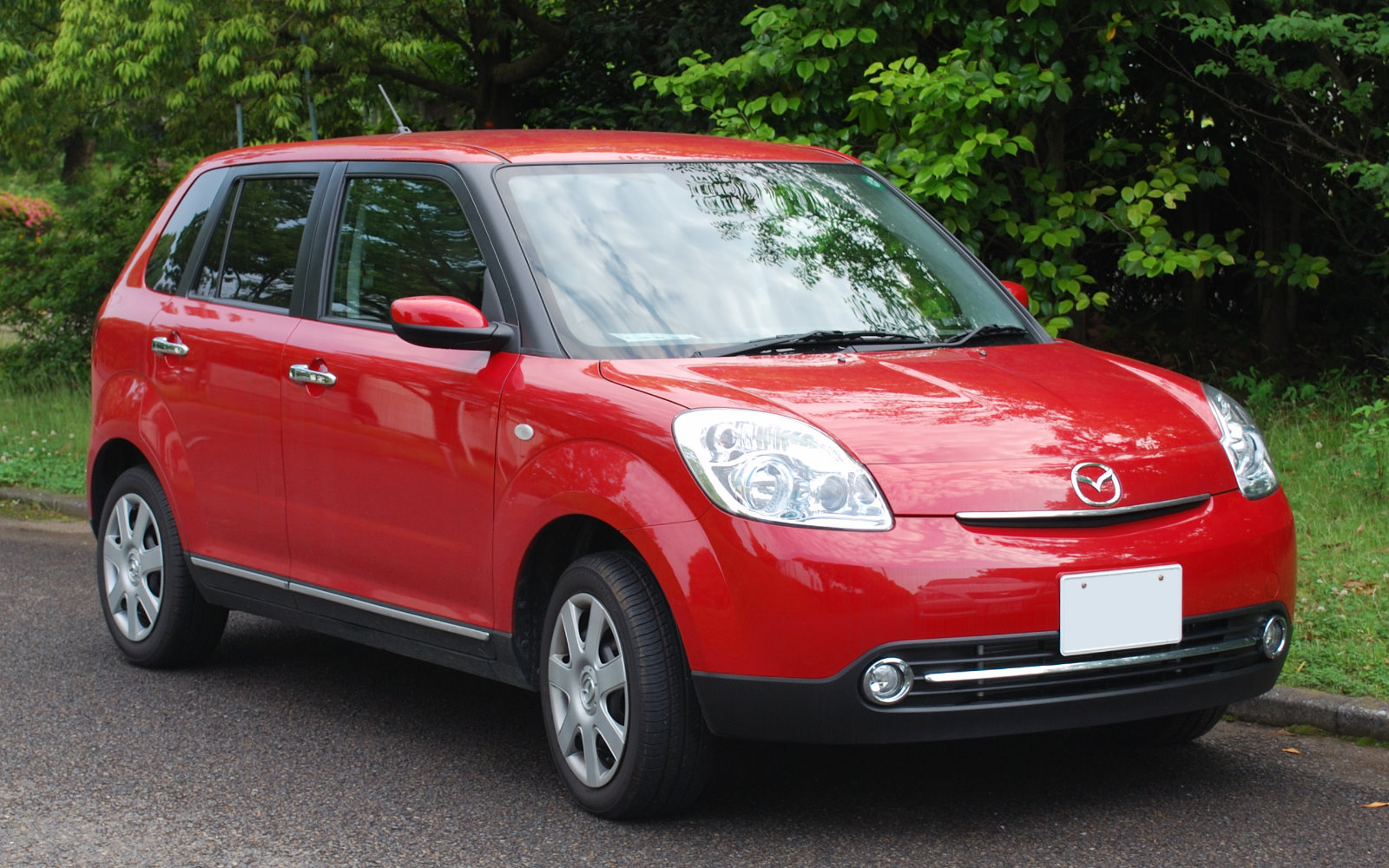
後期型（2006年8月 -2015年12月）
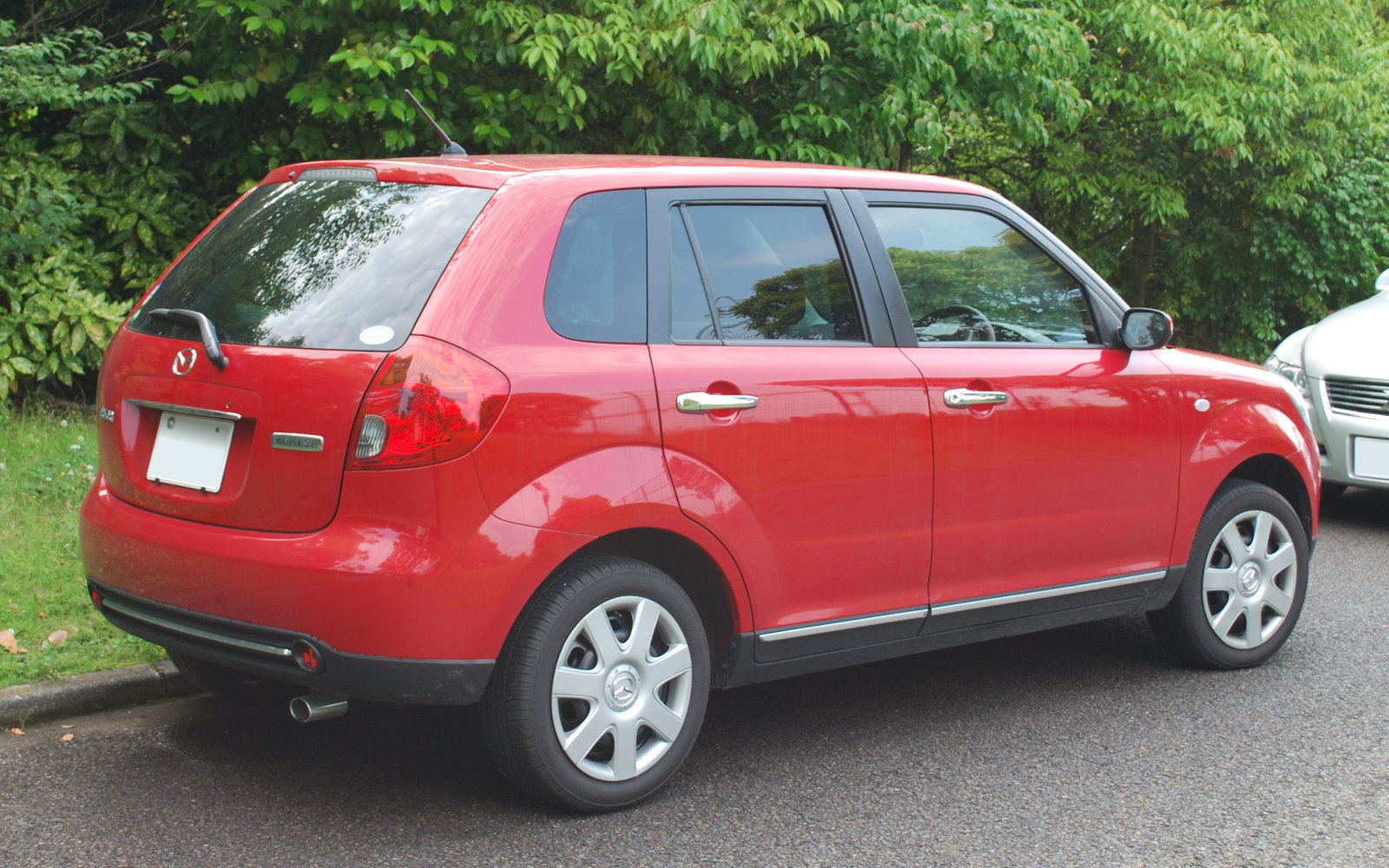
後期型リア

## 型式 DC型（2004年-2016年）
- 2004年
  - 4月28日 - 車名を公表する[2]。
  - 6月28日 - 発売。目標月間販売台数は2,500台[3]。
  - 11月11日 - 日本カー・オブ・ザ・イヤー2004 - 2005の特別賞である「Best Value（ベスト・バリュー）」を受賞[4]。
  - 12月9日 - 限定車「L style」を発売（限定800台）[5]。
メーカーオプションである「ドレスアップパッケージ」と「レザーパッケージ」を装備し、内装の一部にダークブラウンを採用。ボディカラーは専用色の「ベロシティレッドマイカ」を含む4色を設定。
- 2005年
  - 6月7日 - 一部改良[6]。
メーカーオプションであった「レザーパッケージ」を標準装備化した「L」と、従来の仕様に運転席大型アームレストを追加した「C」の2グレードになった。ボディカラーは「レイザーブルーメタリック」、「カーディナルレッドマイカ」と入れ替えで新たに「アイシーブルーメタリック」と限定車「L style」の専用色として設定されていた「ベロシティレッドマイカ」を追加。「C」のインテリアカラーにベージュを追加。燃費性能を向上し[補足 2]、「平成22年度燃費基準+5%」を達成[補足 3]。
  - 12月21日 - 特別仕様車「Brown Collection」発売[7]。
「L」をベースに、専用のダークブラウン内装や「ドレスアップパッケージ」の標準装備化、オートライトシステム・レインセンサーワイパーなどの快適装備をプラス。
- 2006年
  - 8月4日 - マイナーチェンジ[8]。
インテリアは、「L」の内装をブラック&ブラウンで本革仕様に変更、「C」の内装をオリーブとダークレッドに変更。インパネセンターパネル、シフトパネルをブラックメタリック調パネルに変更。エクステリアは、ドレスアップパッケージ（「C」はメーカーオプション、「L」は標準装備）にブライトモールディングを追加。ボディカラーは大幅な入れ替えが行われ、「ブラックマイカ」・「ストラトブルーマイカ」・「スノーフレイクホワイトパールマイカ（オプションカラー）」を「ブリリアントブラック」・「ストーミーブルーマイカ」・「クリスタルホワイトパールマイカ（オプションカラー）」に差し替え、「アークティックホワイト」と「オリーブグレーメタリック」を廃止し、替わって新色の「ギャラクシーグレーマイカ」と「パッションオレンジマイカ」を追加。装備は、オーディオリモートコントロールスイッチ付きステアリングを標準装備化（オーディオレス仕様車を除く）。ドアミラー内蔵グラウンドイルミネーションランプを追加（2WD車）。LED室内間接照明を追加。
  - 12月22日 - 特別仕様車「T Style」発売[9]。
「L」をベースに車内を明るいサンドベージュにし、シートとステアリングをサンドベージュカラーとブラックの本革仕様。15インチアルミホイールを標準装備しており、国内初採用となる専用色「ハイランドグリーンマイカ」を含む4色を設定。
- 2007年12月5日 - 特別仕様車「Stylish V」発売[10]。
「C」をベースに黒と赤を組み合わせた専用内装とするとともにオーディオレス仕様に設定。メーカーオプションの「ドレスアップパッケージ」を標準装備。ボディカラーは専用色の「メトロポリタングレーマイカ」を含む4色を設定。
- 2009年5月11日 - 一部改良[11]。
ボディカラーは「ブリリアントブラック」・「ギャラクシーグレーマイカ」・「モイストシルバーメタリック」を「スパークリングブラックマイカ」・「メトロポリタングレーマイカ（特別仕様車「Stylish V」専用色）」・「アルミニウムメタリック」に差し替え、「ストーミーブルーマイカ」と「アイシーブルーメタリック」を廃止し、替わって、薄紫系の「ライラックシルバーメタリック」を追加。「C」は薄紫のかかったグレー色「ライラックグレー」の内装デザインを追加設定するとともに、上質感のあるステアリング本革巻を追加。全車イモビライザーを追加し、オーディオレス仕様に変更した。
- 2010年
  - 7月26日 - 一部改良[12]。
「C」は中央部にブラウン系、側面にベージュ系を配色したコーラルブラウンの布シートを採用。「L」はブラック&サンドのツートーンを採用したクールブラックの本革シートを採用し、本革巻きステアリングもブラック&サンド色を採用。装備でもオートライトシステム、レインセンサーワイパー（フロント）、撥水機能（フロントドアガラス・ドアミラー）を新たに標準装備した。全車でメーターを文字盤デザインを一新したブラックアウトメーターに変更するとともに、平均燃費を表示する燃費計とエコランプ表示を追加。ホイールキャップのデザインも変更した（14インチはDE型デミオと同一）。この一部改良に伴い、ボディカラーの「パッションオレンジマイカ」は廃止され、JC08モード燃費に対応した。
- 2011年
  - 4月 - 仕様変更。ボディカラーに「バーガンディーレッドマイカ」を追加した。
  - 11月28日 - 特別仕様車「CLASSY STYLE（クラッシースタイル）」を発売[13]。
「C」をベースに、専用本革（サイドサポート面前面に採用）&フラットウーブンシート、ステアリング本革巻、ドアトリム&アッパーグローブボックス&メーターコンソールにサンドベージュ（ステアリング本革巻は一部にブラックを採用）を採用するとともに、メーカーオプションの「ドレスアップパッケージ」を標準装備している。ボディカラーは専用色の「クリアウォーターブルーメタリック」を含む3色を設定。
- 2012年6月28日 - 一部改良[14]。
ボディカラーは「メトロポリタングレーマイカ」を「ドルフィングレーマイカ」に差し替え、「ライラックシルバーメタリック」を廃止。「C」はシート座面色を「テーラードブラック」に変更。併せて、メーターフードやグローブボックスリッドなども黒基調に変更。前席及び後席外側のヘッドレストの形状を変更して大型化するとともに、リア中央席にはヘッドレストと3点式シートベルトを追加し、安全面を強化した。
- 2013年
  - 7月11日 - 一部改良[15]。
新たにスーパーUVカット・フロントドアガラスを全車に標準装備し、ボディカラーは「スパークリングブラックマイカ」と「ドルフィングレーマイカ」を「ジェットブラックマイカ」と「メテオグレーマイカ」に差し替え、「ベロシティレッドマイカ」を廃止。併せて、特別仕様車「ミスティックレザーセレクション」を発売。「L」の2WD車をベースに、15インチ高輝度塗装アルミホイールとディスチャージヘッドランプを装備し、本革シートとドアトリムに「ティンテッドグレー」を採用（本革シートはホワイトのパイピングとイエローのダブルステッチ付）。ボディカラーは本仕様車専用色の「ブルーリフレックスマイカ」と「ジールレッドマイカ」を含む4色を設定した。
  - 12月12日 - 特別仕様車「マゼンタセレクション」を発売[16]。
「L」の2WD車をベースに、ブラックとマゼンタを立体感のあるステッチ柄であしらった本革シート（本革は側面と背もたれの背面に使用、ヘッドレストは合成皮革）を採用するとともに、ステアリング本革巻のステッチにマゼンタを、専用ドアトリムにブラックを、ドアミラーガーニッシュにメッキをそれぞれ採用し、ディスチャージヘッドランプ（ロービーム:オートレベリング〈光軸調整〉機構付）と15インチタイヤ&高輝度塗装アルミホイールを装備した。
- 2014年4月1日 - 2014年4月1日以降の消費税率 (8%) に基づき、価格を修正。
- 2015年
  - 4月23日 - 特別仕様車「Noble Couture（ノーブル・クチュール）」を発売[17]。
「L」をベースに、モカ状ステッチと「Noble Couture」の刻印を施した専用本革シートをはじめ、レッドステッチ入りの専用ステアリング本革巻、レッド合皮の専用ドアトリム、レッド塗装を施した専用塗装グローブボックスリッドと専用メーターフードパネルを採用。併せて、ジェットブラック塗装のドアミラー、15インチタイヤ&高輝度塗装アルミホイール、ディスチャージヘッドランプ、6スピーカーを装備した。ボディカラーは本仕様車専用色の「メテオグレーマイカ」を含む4色を設定した。
  - 11月末 - 生産終了[18]。在庫のみの対応となる。
  - 12月末 - 公式ホームページ上への掲載終了。
- 2016年3月末 - 流通在庫分として売れ残った未登録車の登録をすべて完了し販売終了。販売期間は約11年9ヶ月。後継車はなく、2014年9月にフルモデルチェンジしたデミオ（後のMAZDA2）に統合された。

## 車名の由来
イタリア語の「Verita」（真実）と英語の「Satisfaction」（満足）を併せた造語で「真の充足」という意味を込めている。

### 補足
1. ↑  マツダの公式サイト上ではステーションワゴンに分類されていた。なお、自動車検査証上の［車体の形状］項の記載は「箱形」である。
2. ↑  電動パワステの採用など。
3. ↑  2WD車はのちに「平成22年度燃費基準+15%」を達成。現在はJC08モード燃費に対応しているが、平成27年度燃費基準は未達成である。